# Knowe of Burrian (Frotoft)
Der Knowe of Burrian ist ein stark beschädigter Broch in Frotoft auf der Orkneyinsel Rousay in Schottland.
Ein Teil des küstennahen Brochs wurde vom Meer abgerissen und der Rest wurde als Steinbruch missbraucht, aber Bruchstücke von Mauerwerk entlang des Ufers zeigen, dass es sich um einen Broch handelt. Ein steiler, etwa 2,0 m hoher Hügel stellt den Nordabschnitt dar. Ein äußerer Wall liegt hinter einem Naust auf der Westseite (ein entsprechender Naust liegt auf der Ostseite). 
Der Name Knowe of Burrian kommt auch  bei einem Broch in Netherbrough (Garth Farm) auf Mainland vor.